# Praomys mutoni
Praomys mutoni is een knaagdier uit het geslacht Praomys dat voorkomt in Batiabongena in de Masako Forest Reserve in Orientale, een provincie van de Democratische Republiek Congo. Deze soort is verwant aan Praomys jacksoni. Het dier komt voor in regenwoud vlak bij rivieren. De soortaanduiding mutoni is Swahili voor "rivieroever" of "nat gebied" en verwijst naar de habitat van deze soort.